# Wysoka Giewoncka Baszta

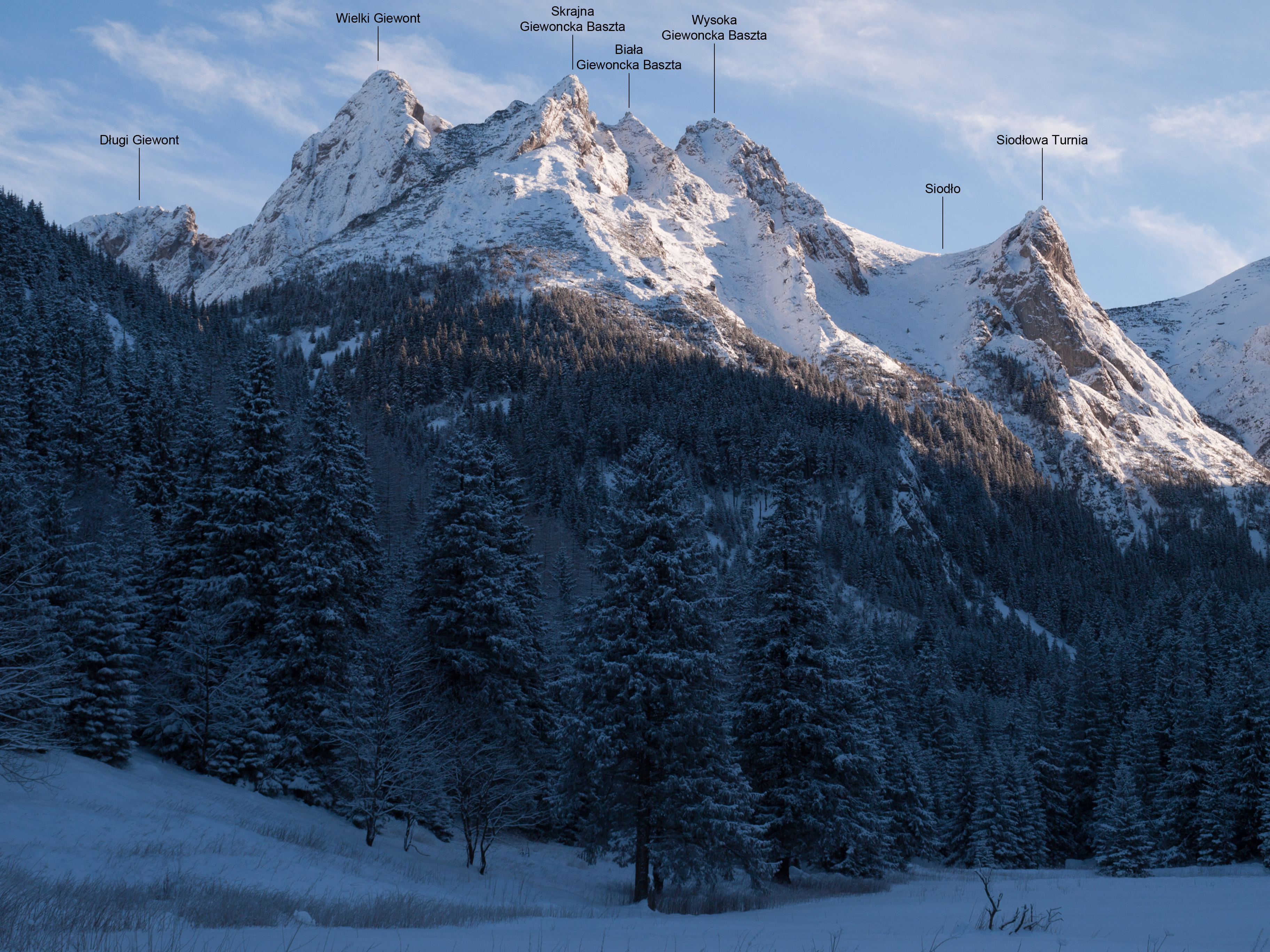
Widok z Doliny Małej Łąki

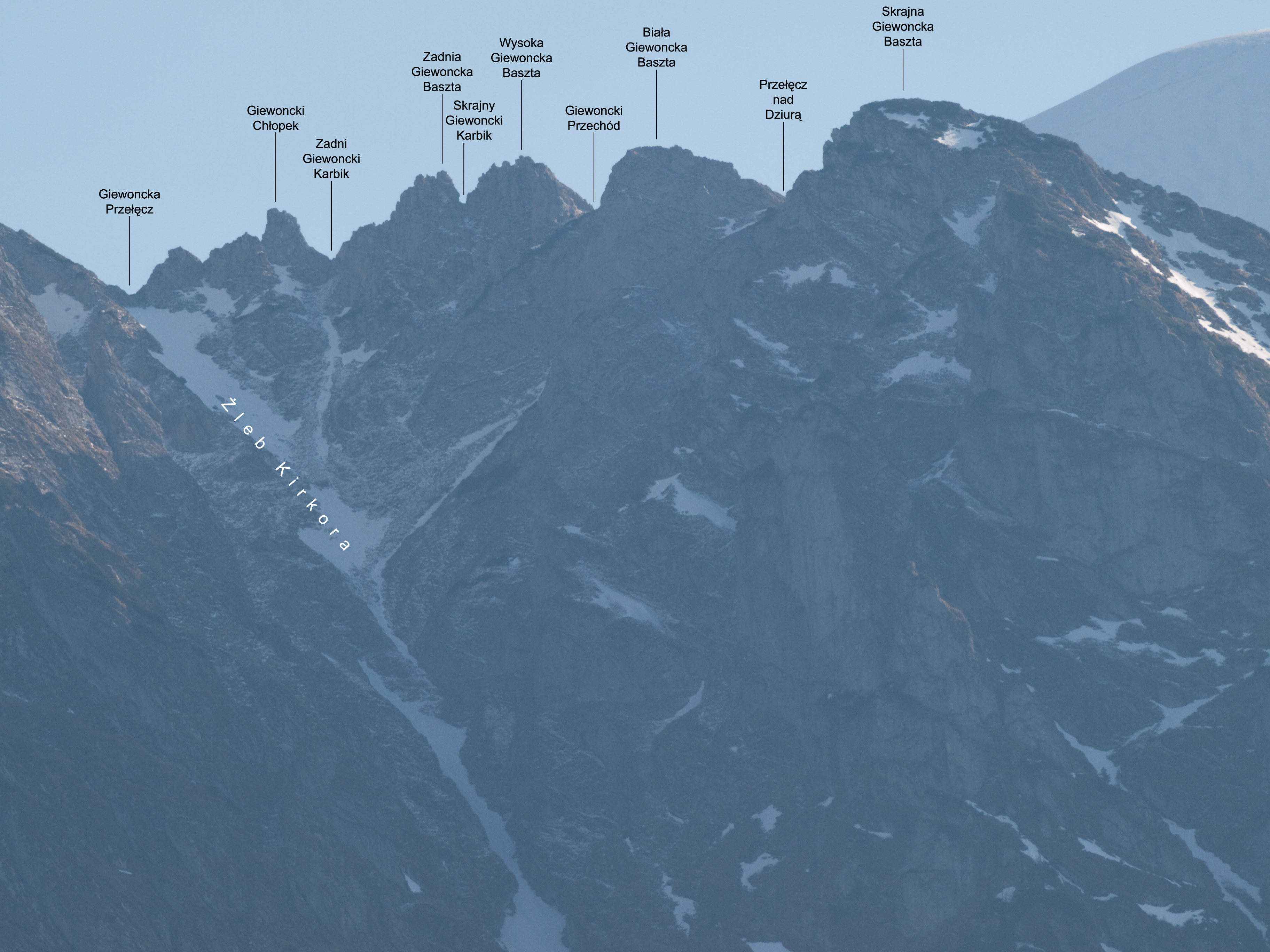
Widok na Mały Giewont od północnej strony

Wysoka Giewoncka Baszta – jedna z turni w Małym Giewoncie w Tatrach Zachodnich. Jak cały masyw Małego Giewontu zbudowana jest ze skał osadowych – wapieni i dolomitów. Znajduje się pomiędzy Skrajnym Giewonckim Karbikiem a Giewonckim Przechodem. Wschodnie ściany opadają do Żlebu Kirkora, w zachodnią stronę natomiast do Doliny Małej Łąki odchodzi od niej poprzez przełęcz Siodło krótka grańka zakończona Siodłową Turnią. Od strony Siodłowej Turni grańka ta jest dość wyraźna, zaokrąglona i trawiasta, powyżej Siodła wypłaszcza się i wrasta w ściany Zadniej Giewonckiej Baszty w trudno rozróżnialnym miejscu. Ponadto do Doliny Małej Łąki opada z Wysokiej Giewonckiej Turni jeszcze jedna, skalista grzęda, która oddziela dwa żleby. Patrząc od dołu, po lewej stronie tej grzędy jest Żleb z Progiem, po prawej Żleb Śpiących Rycerzy.
W 1908 r. w rejonie Małego Giewontu wspinał się Mieczysław Karłowicz, jeszcze wcześniej Karol Potkański, nie pozostawili jednak opisów dróg wspinaczkowych. W latach 90. XX wieku wspinał się tutaj Władysław Cywiński i inni taternicy. Wejścia na Wysoką Giewoncką Basztę z przełączek po obydwu jej stronach są dość łatwe. Obecnie jest to jednak rejon zamknięty dla wspinaczki.
Południowo-zachodnimi podnóżami Zadniej Giewonckiej Baszty prowadzi czerwono znakowany szlak turystyczny z Przełęczy w Grzybowcu na Wyżnią Kondracką Przełęcz. Przecina on koryto Żlebu z Progiem i grzędę Wysokiej Giewonckiej Baszty.